# Walter Garavelli
Walter Garavelli (Forlì, 22 luglio 1915 – 8 giugno 2013) è stato un politico italiano.

## Biografia
Segretario generale del Centro italiano di solidarietà sociale Ciss e Presidente del Centro italiano formazione e addestramento professionale (Cifap). Candidato al Senato nel 1963 con il Partito Socialista Democratico Italiano, non risulta eletto ma poi diventa senatore nel luglio 1967, subentrando in sostituzione del defunto Luciano Granzotto Basso. Viene confermato al Senato anche nelle successive legislature (V e VI), conclude il proprio mandato parlamentare nel 1976.
Muore all'età di 97 anni, nel giugno 2013.